# USS Jason Dunham (DDG-109)
El USS Jason Dunham (DDG-109) es un destructor de la clase Arleigh Burke en servicio con la Armada de los Estados Unidos. Fue puesto en gradas en 2008, botado en 2009 y asignado en 2010.

## Construcción
Ordenado a Bath Iron Works, fue colocada la quilla el 11 de abril de 2008, botado el 1 de agosto de 2009 y asignado el 13 de noviembre de 2010. Su nombre USS honra al capitán Jason L. Dunham, caído en 2004 durante la guerra de Irak.

## Historial de servicio

El USS Jason Dunham (DDG-109) navegando en el año 2013.

Desde 2021 su apostadero es la base naval de Mayport, Florida.